# Hamler, Ohio
Hamler là một làng thuộc quận Henry, tiểu bang Ohio, Hoa Kỳ. Năm 2010, dân số của làng này là 576 người.

## Dân số
- Dân số năm 2000: 650 người.
- Dân số năm 2010: 576 người.